# Belinda Peregrin
Belinda Peregrin, właśc. Belinda Peregrín Schüll (ur. 15 sierpnia 1989 w Madrycie, Hiszpania) – hiszpańsko-meksykańska piosenkarka, autorka tekstów i aktorka.
W 2003 roku Peregrin wydała cover piosenki Kim Lian Teenage Superstar (hiszp.) Boba Niña Nice. To samo zrobił portugalski Boysband D'ZRT w 2005 roku (por.) Para mim tanto me faz. W 2006 roku Ewa Farna wydała (cz.) wersję Měls mě vůbec rád, a w 2007 roku (pl.) Razem Sam na Sam. W 2006 roku Nami Takami wydała dla (jp.) Disneya do High School Musical wersję (jp.) High School Queen. W 2007 roku (hiszp.) grupa Efecto Mariposa wydała wersję (hiszp.) Que más da i (koreański) wokalista MI:NE (Cho Min Hye). Jej teledysk „En La Obscuridad” zebrał ponad 100 milionów odsłon na YouTube.

## Dyskografia
| Rok  | Albumy                                                                        | Single |
| ---- | ----------------------------------------------------------------------------- | --- |
| 2003 | Belinda - Wydany: 5 sierpnia, 2003 - Wytwórnia: Sony BMG, RCA - Format: CD    | 1. "Lo Siento" 2. "Boba Niña Nice" 3. "Ángel" 4. "Vivir" 5. "No Entiendo" (feat. Andy & Lucas) 6. "Be Free" |
| 2006 | Utopía - Wydany: 3 października, 2006 - Wytwórnia: EMI Music - Format: CD     | 1. "Ni Freud Ni Tu Mamá" 2. "Bella Traición" 3. "Luz Sin Gravedad" 4. "Alguien Más" 5. "Es De Verdad"       |
| 2010 | Carpe Diem - Wydany: 23 marca, 2010 - Wytwórnia: Capitol Records - Format: CD | 1. "Egoísta" 2. "Dopamina" 3. "Sal De Mi Piel" 4. "Lolita"                                                  |
| 2013 | Catarsis - Wydany: 2 lipca, 2013 - Wytwórnia: Capitol Records - Format: CD    | 1. "En El Amor Hay Que Perdonar" 2. "En La Obscuridad" 3. "Nada"                                            |

Kompilacje
- 2006: Belinda Total
- 2007: Utopía 2
- 2008: Utopía Internacional

Inne
- Cheetah 2 Soundtrack (2006)

## Filmografia
- 2000 Amigos x siempre – Ana Capistrán Vidal
- 2001 Aventuras en el tiempo – Violeta Flores/Rosenda
- 2002 Cómplices al rescate – Mariana Cantú/Silvana Del Valle
- 2004 Corazones al límite – Elena Arellano Gómez
- 2005 BKN – Ona sama
- 2005 Diario de Belinda y Moderatto (Dziennik Belindy i Maderatto)
- 2006 The Cheetah Girls 2 – Marisol
- 2007 Belinda, Buscando Utopía (Belinda, szukając utiopii)
- 2007 Patito Feo – Ona sama
- 2008 Despereaux: Un Pequeño Gran Héroe – Księżniczka Pea (Głos)
- 2009 Camaleones – Valentina Izaguirre/Valentina Jaramillo